# Ferdinand Le Drogo
Ferdinand Le Drogo (ur. 10 października 1903 w Pontivy, zm. 23 kwietnia 1976 w Saint-Gildas-de-Rhuys) – francuski kolarz szosowy, srebrny medalista mistrzostw świata.

## Kariera
Największy sukces w karierze Ferdinand Le Drogo osiągnął w 1931 roku, kiedy zdobył srebrny medal w wyścigu ze startu wspólnego podczas mistrzostw świata w Kopenhadze. W zawodach tych wyprzedził go jedynie Włoch Learco Guerra, a trzecie miejsce zajął Szwajcar Albert Büchi. Był to jedyny medal wywalczony przez niego na międzynarodowej imprezie tej rangi. W tej samej konkurencji był też siódmy wśród amatorów na mistrzostwach świata w Zurychu w 1929 roku oraz ósmy na rozgrywanych rok wcześniej mistrzostwach świata w Budapeszcie. Ponadto był między innymi pierwszy w Circuit des As de l'Ouest i Tour des Cornouailles w 1926 roku, pierwszy w Circuit de l'Aulne oraz drugi w Paryż-Caen i Paryż-Rennes w 1931 roku, a rok później był pierwszy w Circuit de l'Aulne i drugi w GP Ouest-France. Dwukrotnie startował w Tour de France, wygrywając jeden etap w 1927 roku. Nigdy jednak nie ukończył całego wyścigu. Nigdy nie wystąpił na igrzyskach olimpijskich. Jako zawodowiec startował w latach 1926-1937.